# Радмило Иванчевић
Радмило Иванчевић (Горњи Милановац, 4. септембар 1950) бивши је југословенски и српски фудбалер, након завршетка играчке каријере постао је тренер.

## Каријера
На почетку фудбалске каријере бранио је за Таково и Шумадију из Аранђеловца. Члан београдског Партизана постао је 1975/76. У првој сезони у Партизану постао је први голман и дошао је до шампионске титуле, која се пре тога чекала пуних 11 сезона. Био је стандардни голман Партизана све до одласка у турски Фенербахче 1977. године. После две године проведене у овом турском клубу, вратио се у Партизан 1979. године и бранио све до 1981. године. 
После голманске каријере, која је завршена у САД, радио је као тренер, тренер голмана и помоћни тренер у многим српским и европским клубовима. Неки од клубова где је Иванчевић радио су: Шумадија, Партизан (тренер голмана 1990/91), Овиједо, Атлетико Мадрид, АЕК Ларнака, ОФК Београд, Раднички Ниш, Обилић, Смедерево и многи други.

## Успеси
- Партизан
  - Првенство Југославије: 1975/76.